# 新千里西町
新千里西町（しんせんりにしまち）は、大阪府豊中市の町丁の一つで、千里ニュータウン中央地区にある住区（K住区）。現行行政地名は新千里西町一丁目から新千里西町三丁目。住居表示は実施済み。郵便番号は560-0083。

## 地理
千里ニュータウン北西部に位置し、東端は新御堂筋によって新千里北町及び新千里東町と、南端は中国自動車道によって新千里南町と、北端は箕面市船場西と、西端は緑丘とそれぞれ隔てられている。北端、及び西端では、隣町との境界が緑地帯となっている。新千里西町一丁目は千里中央駅周辺の中央地区センターを構成する地区で、住友商事千里ビルや三井住友信託銀行千里ビル、パナソニックホームズ本社などが集積するビジネス街の様相を呈している。新千里西町二丁目は地区南西部に位置しており、豊中市立西丘小学校や千里西町公園などの施設が位置するほかは、住宅が広がる。新千里西町三丁目は地区北部に位置しており、南東部にある団地（UR新千里西町）を除いて戸建て住宅街となっている。

## 交通

### バス
阪急バスが通っている。
- 西町一丁目停留所
- 西町二丁目停留所
- 西町三丁目停留所
- 南町一丁目停留所

### 道路
- 新御堂筋
- 中国自動車道
- 大阪府道2号大阪中央環状線

## 校区
2024年（令和6年）5月現在、市立小・中学校に通う場合、校区は以下の通りとなる。
| 丁目             | 街区 | 小学校             | 中学校             |
| ---------------- | ---- | ------------------ | ------------------ |
| 新千里西町一丁目 | 全域 | 豊中市立西丘小学校 | 豊中市立第九中学校 |
| 新千里西町二丁目 | 全域 | 豊中市立西丘小学校 | 豊中市立第九中学校 |
| 新千里西町三丁目 | 全域 | 豊中市立西丘小学校 | 豊中市立第九中学校 |

## 事業所
2018年（平成30年）現在の経済センサス調査による事業所数と従業員数は以下の通りである。
| 町丁           | 事業所数  | 従業者数 |
| -------------- | --------- | -------- |
| 新千里西一丁目 | 108事業所 | 5197人   |
| 新千里西二丁目 | 20事業所  | 360人    |
| 新千里西三丁目 | 28事業所  | 325人    |

## 施設

### 一丁目
- 住友商事千里ビル
- Daigasエナジー千里ビル
- 千里中央アインス
- りそな千里ビル
- 三井住友海上研修棟
- 京都銀行千里中央支店
- 三井住友信託銀行千里ビル
- 千里中央ツインビル（パナソニックホームズ本社などが入居）
- 北おおさか信用金庫新千里南支店（新千里西町に所在）
- 大正ファーマ関西支店
- 関西メディカル病院
- 損保ジャパン千里ビル

### 二丁目
- 豊中市立西丘小学校
- みくま幼稚園
- 千里西町公園
- 豊中市新千里消防署

### 三丁目
- 豊中新千里西郵便局